# EMD SW1500
 (juillet 2022).
Si vous disposez d'ouvrages ou d'articles de référence ou si vous connaissez des sites web de qualité traitant du thème abordé ici, merci de compléter l'article en donnant les références utiles à sa vérifiabilité et en les liant à la section « Notes et références ».

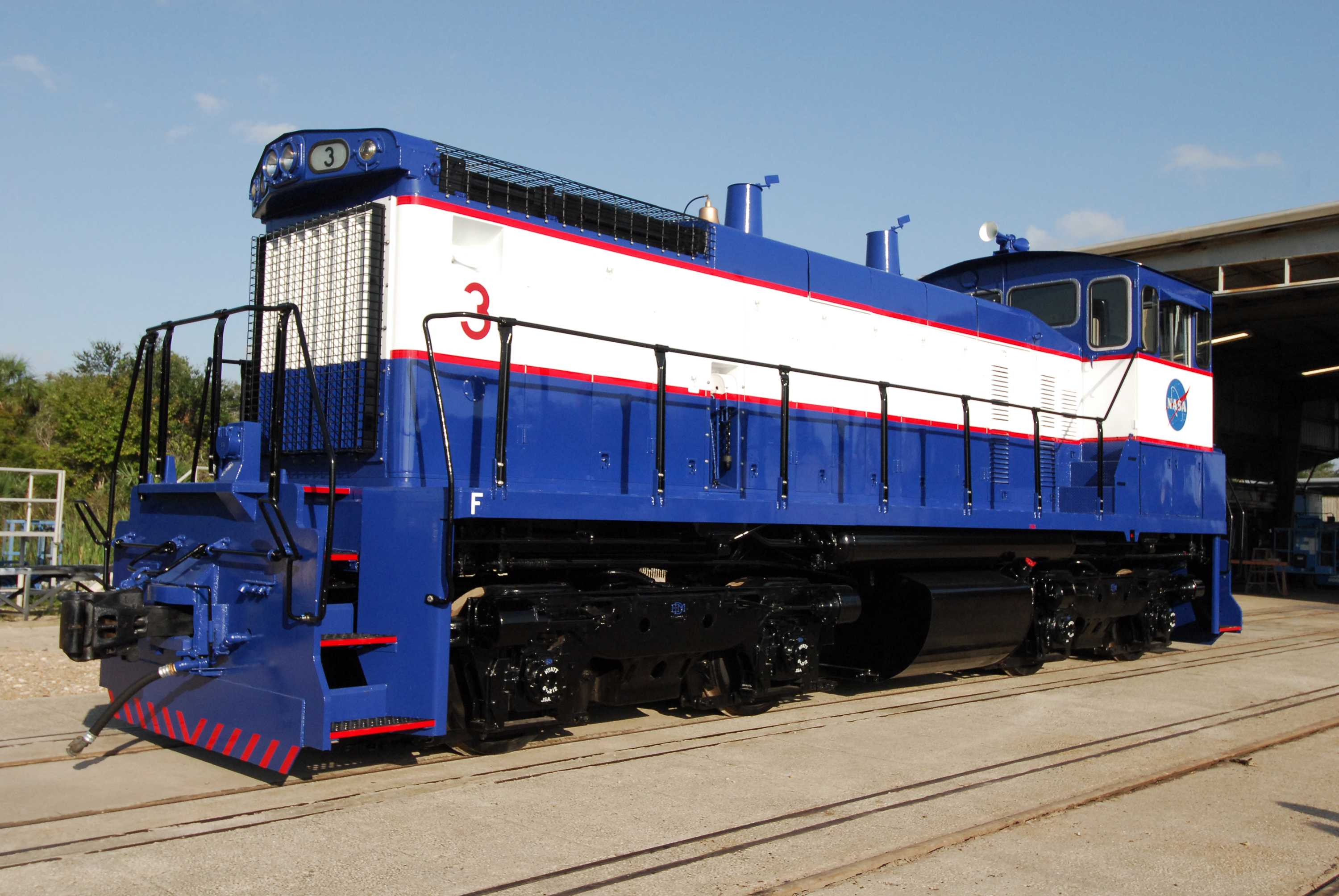
SW1500 de la NASA.

L’EMD SW1500 est un locotracteur diesel de 1 500 ch (1 119 kW) construit par GM EMD entre juin 1966 et janvier 1974. 808 exemples ont été construits. Il était étroitement liée à la moins puissante EMD SW1000, formant une gamme de locotracteurs alimentées par le nouveau moteur EMD 645.
L'EMD SW1500 est une locomotive beaucoup plus volumineuse que le SW1200, avec une carrosserie plus volumineuse, et une cabine plus large aussi. À bien des égards, il se rapproche d'une locomotive de ligne dans ses capacités. Alors que le SW1500 est venu en standard des bogies de type AAR, la majorité d'entre eux ont été livrés avec des bogies Flexicoil qui permettait des vitesses allant jusqu'à 60 milles par heure (100 km/h). Le SW1500 a souvent servi comme un road-switcher pour le service des lignes secondaires, et poursuit ce rôle aujourd'hui.
Le EMD MP15DC est extrapolé du SW15000.